# William Tuttle (Schwimmer)
William Jeremiah Tuttle (* 21. Februar 1882 in Chicago; † 22. Februar 1930 in Los Angeles; auch Bill Tuttle genannt) war ein US-amerikanischer Schwimmer und Wasserballspieler.

## Karriere
Tuttle sollte 1900 erstmals an Olympischen Spielen teilnehmen. So war er für die Wettbewerbe über 200 m Freistil und 200 m Hindernis gemeldet, trat aber in beiden nicht an. Vier Jahre später war er tatsächlich Teilnehmer der in St. Louis stattfindenden Spiele. Während er für die Einzeldisziplin über 50 Yards Freistil gemeldet war, aber erneut nicht antrat, gewann er mit der Mannschaft vom Chicago Athletic Club Silber über 4 × 50 Yards Freistil. Mit dem Team vom Chicago Athletic Club nahm er außerdem am Wettbewerb im Wasserball teil. Auch hier sicherte sich die Mannschaft Silber.